# Bubalornis niger
Tecelão-de-bico-vermelho  (Bubalornis niger) é uma espécie de ave da família Ploceidae.
Pode ser encontrada nos seguintes países: Angola, Botswana, Etiópia, Quénia, Moçambique, Namíbia, Ruanda, Somália, África do Sul, Sudão, Suazilândia, Tanzânia, Uganda, Zâmbia e Zimbabwe.
Os seus habitats naturais são: savanas áridas .